# Dryopteris mickelii
Dryopteris mickelii är en träjonväxtart som beskrevs av J.H. Peck. Dryopteris mickelii ingår i släktet Dryopteris och familjen Dryopteridaceae. Inga underarter finns listade.